# Courtella bekiliensis
Courtella bekiliensis is een vliesvleugelig insect uit de familie vijgenwespen (Agaonidae). De wetenschappelijke naam is voor het eerst geldig gepubliceerd in 1956 door Risbec.